# 608 Fifth Avenue
608 Fifth Avenue, también conocido como Goelet Building o Swiss Center Building, es un edificio de oficinas de estilo art déco en la Quinta Avenida y West 49th Street de Midtown Manhattan en Nueva York (Estados Unidos), adyacente al Rockefeller Center. Fue diseñado por Victor LS Hafner, con EH Faile como ingeniero estructural.
608 Fifth Avenue fue construido en 1930-1932 para Robert Walton Goelet, un miembro de la rica familia Goelet, en el sitio de la antigua mansión de Ogden Goelet. La estructura fue construida mientras la construcción del Rockefeller Center estaba en curso, y su diseño estaba destinado a complementar el de los otros edificios del Rockefeller Center. La estructura, construida en estilo art déco, consta de una base de dos pisos y una sección superior de ocho pisos, con una fachada de mármol verde y blanco. El interior fue elaborado en estilo art déco. Tanto el interior como el exterior del primer piso fueron designados por la Comisión de Preservación de Monumentos Históricos de la Ciudad de Nueva York como monumentos oficiales de la ciudad en 1992.

## Sitio

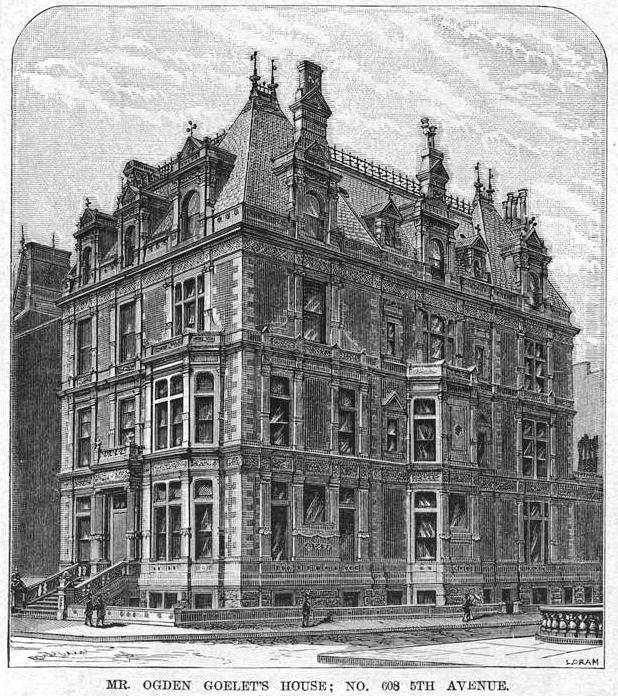
La mansión de Ogden Goelet en 608 Fifth Avenue, diseñada por EH Kendall

608 Fifth Avenue se encuentra en Midtown Manhattan de Nueva York, en la esquina suroeste de la Quinta Avenida y la calle 49. La parcela tiene una forma levemente de "L", que ocupa 1222 m² con un frente de 21,3 m en la Quinta Avenida y una profundidad de 49,2 m. Los edificios cercanos incluyen 600 Fifth Avenue al sur, 1 Rockefeller Plaza al oeste, British Empire Building al norte, la tienda insignia de Saks Fifth Avenue al noreste y 597 Fifth Avenue al sureste.
La Quinta Avenida entre la calle 42 y el Central Park South (calle 59) estuvo relativamente subdesarrollada hasta finales del siglo XIX. En la segunda mitad de ese siglo, se construyeron mansiones y otras residencias a lo largo de la avenida. Entre estos se encontraban dos mansiones de campo que Edward H. Kendall diseñó para los hermanos Robert y Ogden Goelet, dentro de una cuadra el uno del otro. Los hermanos eran parte de la familia Goelet, una adinerada familia holandesa que había fundado el Chemical Bank. La propiedad de Robert estaba en 589 Fifth Avenue, cerca de la actual 48th Street, mientras que la propiedad de Ogden estaba en 608 Fifth Avenue, una cuadra al norte. A principios del siglo XX, la mayoría de las mansiones de la zona habían dado paso a edificios comerciales y de oficinas.

## Diseño
608 Fifth Avenue es un edificio de diez pisos en estilo art déco, con elementos del Estilo Internacional. Mide 21,3 m en la Quinta Avenida hacia el este, y 49,3 m en la calle 49 hacia el norte. La huella del edificio tiene forma de "L", con el tramo más largo de la "L" que se extiende de oeste a este a lo largo de la calle 49, y un tramo más corto que se extiende de norte a sur desde la calle 49, en el lado opuesto del edificio desde la Quinta Avenida..
608 Fifth Avenue fue diseñado por Victor L. S. Hafner y construido por el ingeniero estructural E. F. Faile & Co. Sin embargo, la solicitud de planificación al Departamento de Edificios de la ciudad fue presentada por Roy Clinton Morris en nombre de Edward F. Faile. dando lugar a disputas ocasionales sobre quién era el arquitecto del edificio.
608 Fifth Avenue es uno de los tres edificios en el lado occidental de la Quinta Avenida entre las calles 48 y 49. Directamente al sur se encuentra el edificio Childs Restaurants en 604 Fifth Avenue, construido en 1925 como el primer edificio de los Estados Unidos sin columnas en las esquinas. El lado sur del bloque, 600 Fifth Avenue, se construyó en 1949-1952 y luego se incorporó al Rockefeller Center.

### Forma
Desde el principio, 608 Fifth Avenue se diseñó como una estructura comercial que maximizaría el rápido aumento del valor de la tierra del área, con tiendas minoristas en los pisos inferiores y oficinas en los pisos superiores. En ese momento, el espacio comercial era más rentable por pie cuadrado que el espacio de oficinas, pero el espacio comercial también requería grandes vitrinas que daban a la calle, que sin embargo eran extremadamente rentables. Para maximizar el área de superficie de estas vitrinas, Faile diseñó el tercer piso y los pisos superiores en una estructura en voladizo ubicada en columnas exteriores de dos pisos de altura empotradas 1,5 m desde el límite de la propiedad. Aunque el edificio también estaba equipado con un "patio de luces" empotrado, Faile diseñó las columnas del edificio para que fueran lo suficientemente fuertes como para que el patio de luces se pudiera convertir en pisos de oficinas adicionales.
La construcción del Rockefeller Center hizo difícil pronosticar si numerosas tiendas pequeñas o un gran minorista serían más adecuadas para el sitio. Para garantizar que el espacio de venta minorista se pudiera convertir más fácilmente en una tienda por departamentos si fuera necesario, 608 Fifth Avenue incluyó características como escaleras anchas y rociadores contra incendios, así como un techo de 5,2 m en la parte trasera del primer piso. Cuando se construyó el entrepiso del segundo piso, se suspendió de este voladizo, en lugar de estar apoyado por columnas sobre el primer piso, maximizando así el espacio comercial del primer piso. En total, el espacio comercial mide 4100 m² en el área.

### Fachada

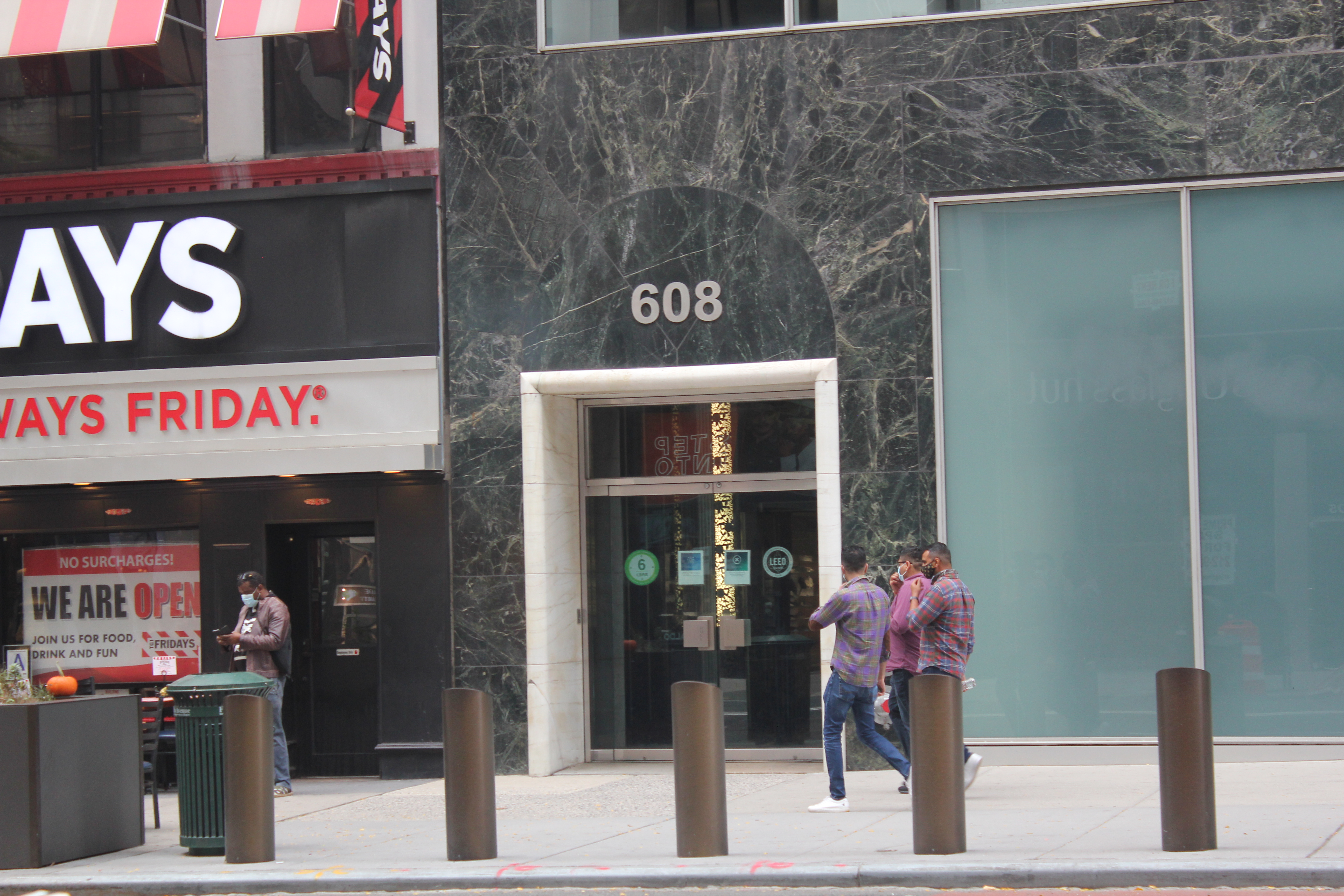
Entrada por la Quinta Avenida

Las fachadas del primer piso y el entrepiso del segundo nivel están compuestas por muros cortina de vidrio. El mármol verde llena los espacios entre cada piso. Un arco rodeado de mármol verde se encuentra a lo largo de la fachada de la calle 49. En el segundo piso se encuentra una mampara de metal, pintada de bronce.
Por encima de los dos pisos más bajos, la fachada de la calle 49 contiene un "patio de luces" empotrado, que permite colocar ventanas adicionales más adentro del edificio. El exterior está hecho de dos tipos principales de mármol. Los paneles horizontales están hechos de mármol blanco y los pilares verticales están hechos de mármol verde. Los pisos tercero a noveno también contienen varias series de "nervaduras" verticales ubicadas en el centro que separan cada uno de los tramos arquitectónicos. Cada serie de nervaduras enmarca una buhardilla en el décimo piso, sobre la bahía arquitectónica central en cada fachada. El décimo piso y el ático están revestidos de mármol verde y el ático tiene líneas blancas.
La ornamentación en el exterior incluye parteluces de aluminio en las ventanas y en las esquinas. Otros elementos decorativos incluyen un monograma que consta de letras "G" entrelazadas, así como el escudo de un cisne de la familia Goelet. Estos elementos se muestran sobre el segundo piso de la fachada de la Quinta Avenida. El escudo y el monograma colgaban sobre el arco de entrada principal original en la Quinta Avenida, demolido en 1965, así como la entrada arqueada en la Calle 49.

### Vestíbulo
El vestíbulo del edificio fue diseñado en un estilo art déco completo, ya que Victor Hafner no estaba limitado por la necesidad de adaptar el interior del edificio con los de los edificios cercanos. Se accede al vestíbulo desde una puerta en la parte más al sur de la fachada de la Quinta Avenida. Su vestíbulo de entrada está realizado en mármol oscuro. El techo está realizado en aluminio pintado en color bronce. Incrustado en el medio del techo del vestíbulo hay una representación del cisne Goelet, rodeado de patrones geométricos. Los motivos art déco se encuentran en el techo y las paredes.
Un conjunto de tres puertas plateadas batientes conduce a un pasillo en forma de S, que a su vez conduce al vestíbulo del ascensor. El suelo contiene mármoles en varios tonos y el techo también es de aluminio color bronce. Las paredes del vestíbulo del ascensor están compuestas de mármol de color claro, intercalado con franjas horizontales más oscuras. El vestíbulo del ascensor contiene tres aberturas para ascensores, así como una escalera a los pisos superiores; las puertas del ascensor también contienen tallas intrincadas.

## Historia

### Desarrollo

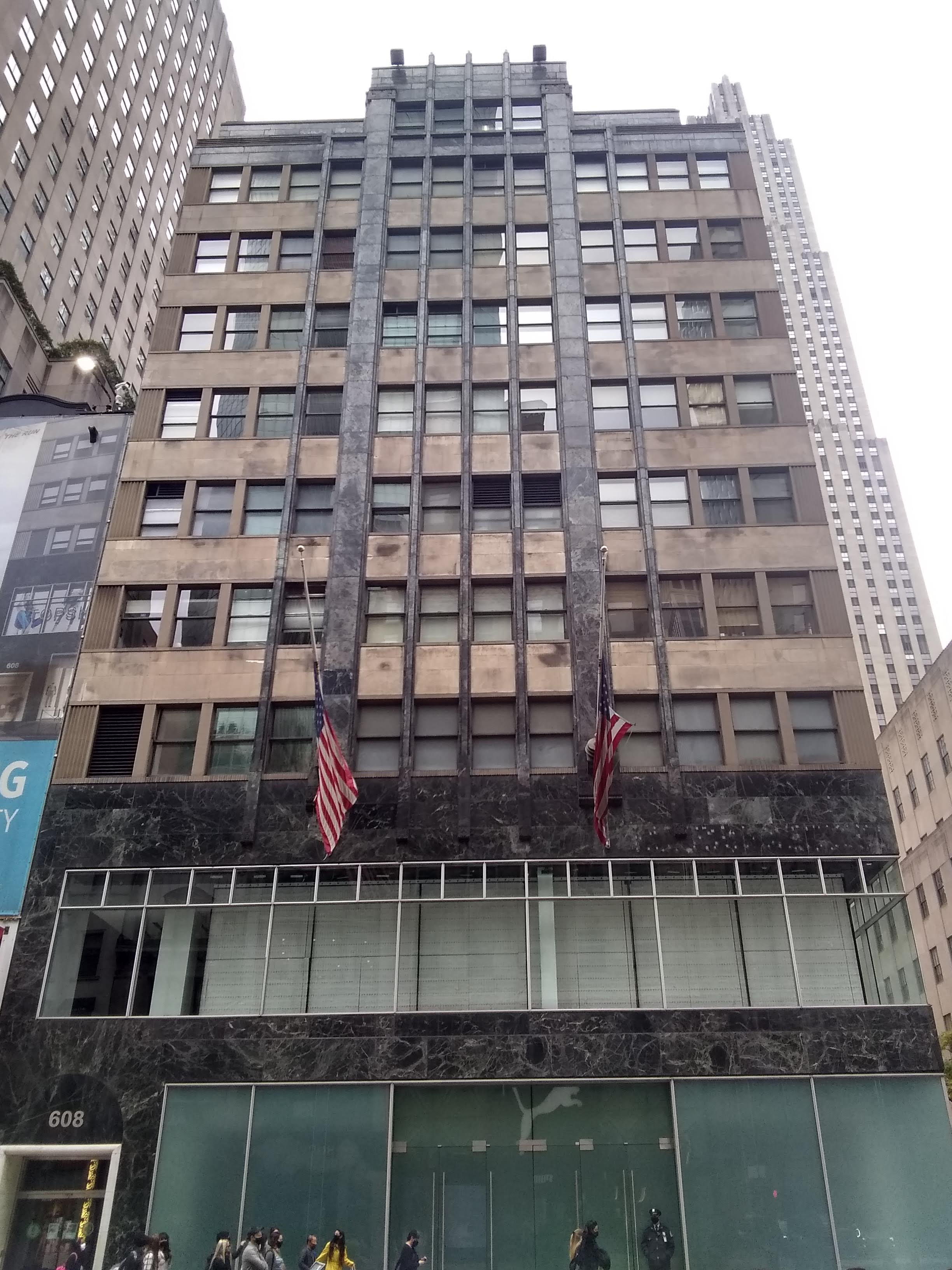
Vista de la fachada de la Quinta Avenida

Cuando Ogden Goelet murió en 1897, su viuda heredó su propiedad, mientras que su hermano Robert se convirtió en el administrador de la propiedad. Más tarde, el hijo de Robert, Robert Walton Goelet, se convirtió en administrador. En 1920, Robert Walton encargó la construcción de una galería de arte en 606 Fifth Avenue, directamente al sur de la propiedad de Ogden en 608 Fifth Avenue. La galería estaba ocupada en ese momento por Henry Reinhardt & Son. La viuda de Ogden continuó viviendo en la mansión 608 Fifth Avenue hasta 1926, y retuvo la propiedad de la estructura hasta su muerte en febrero de 1929. Para entonces, la construcción del Rockefeller Center estaba en curso en el área que rodea los lotes de Goelet. Rockefeller Center Inc. permitió que Robert Walton Goelet mantuviera los lotes en 2–6 West 49th Street porque la compañía consideró que su "interés y preocupación" era una "gran preocupación". Sin embargo, Goelet aún no podía desarrollar la parte occidental de su sitio debido a una servidumbre que un vecino tenía en el terreno. : 97 
Goelet comenzó a vender los objetos de la casa en diciembre de 1929, organizando cuatro de esas ventas. La casa y la galería de arte adyacente fueron demolidas en marzo de 1930. Los planes para un edificio comercial se presentaron en el Departamento de Edificios el mismo mes. En mayo de ese año, Goelet todavía estaba decidiendo entre dos planes diferentes para un edificio de 15 pisos. Aunque ambas opciones incluían espacio para oficinas sobre un área comercial de dos pisos, una de las opciones proporcionaba espacio para una sala de exposición y la otra no. Los planes para el edificio comercial actual de 10 pisos se anunciaron en diciembre de 1930.

### Uso
El edificio se completó en 1932, pero debido a la falta de interés de los grandes inquilinos, el espacio se subdividió en unidades más pequeñas. Dentro del área delimitada por las avenidas Sexta y Quinta entre las calles 48 y 51, el edificio Goelet se encontraba entre las pocas parcelas que no eran propiedad absoluta de los desarrolladores del Rockefeller Center a fines de 1932. La estructura recién terminada se expandió hacia el oeste en 1936, tomando el lote desocupado en 6 West 49th Street. El anexo tenía cuatro pisos de altura. Según fotografías contemporáneas del 608 Fifth Avenue, la planta baja fue ocupada por primera vez por varias tiendas pequeñas y, en la década de 1960, fue ocupada por la tienda de hombres John David.
608 Fifth Avenue se convirtió en el Swiss Centre Building en 1964 cuando catorce empresas de propiedad suiza formaron una coalición para "fomentar las actividades comerciales, culturales, de viajes y financieras identificadas con Suiza". Las empresas tenían un contrato de arrendamiento de 17 años sobre la estructura con opciones para una extensión de 45 años. Lester Tichy fue contratado para rediseñar tanto el interior como el exterior del primer y segundo piso, y el Centro Suizo abrió en 1966. El arrendamiento se vendió a RFR Holding, una empresa propiedad de inversores alemanes, en 1998.

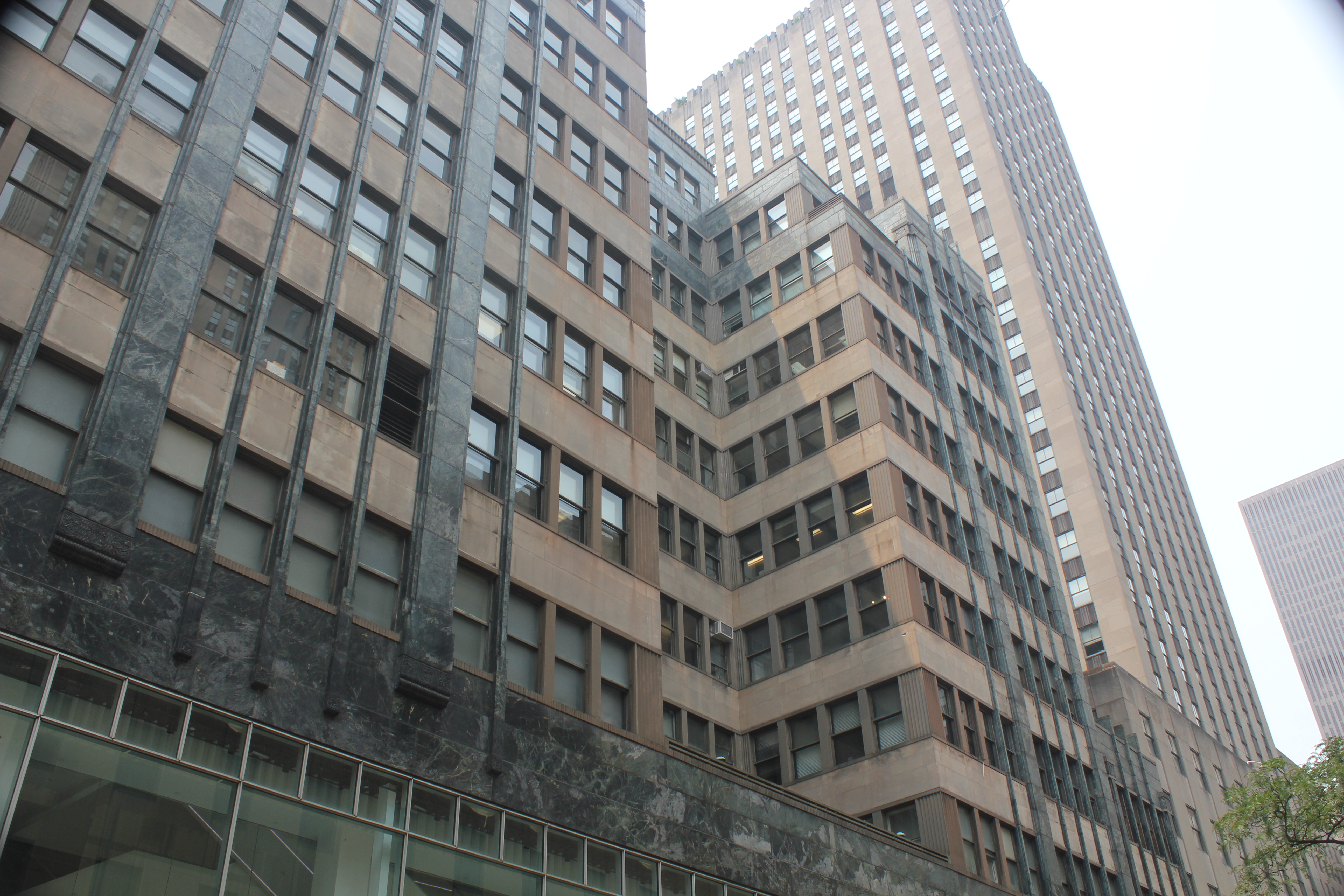
Fachada de la calle 49

En 1990, se propuso que el edificio se convirtiera en un hito de la ciudad de Nueva York. La entonces propietaria del edificio, Sarah Korein, se opuso, ya que quería ampliar el edificio en varios pisos una vez que expirara el contrato de arrendamiento del Centro Suizo en 1996. A pesar de esto, 608 Fifth Avenue y su interior fueron designados como hitos oficiales de la ciudad en 1992. La Comisión de Preservación de Monumentos Históricos de Nueva York señaló en sus informes que "el propietario y el arrendatario a largo plazo no se oponen a la designación". Garrison & Siegel renovó los pisos inferiores al diseño original en 1997. Vornado Realty Trust asumió la hipoteca de RFR en 2013 y pagó 8,5 millones de dólares que RFR adeudaba por la hipoteca. En ese momento, la familia Korein todavía era propietaria de la tierra debajo del 608 Fifth Avenue.

## Recepción de la crítica
Robert Goelet consideró que "el edificio tenía que ser bello y duradero, además de moderno". En 1931, entregó medallas a varios trabajadores por su trabajo en la estructura. Christopher Gray, que escribió para The New York Times en 1990, se refirió al 608 Fifth Avenue como "una pitillera gigante de mármol Art Moderne". Joseph Giovannini, otro escritor del Times, enumeró el vestíbulo del 608 Fifth Avenue en 1984 como parte de un recorrido a pie por los "mejores vestíbulos de la ciudad". Sin embargo, el crítico de arquitectura de The New Yorker Lewis Mumford lo describió como "una excelente reproducción de época: Modernique, 1925", considerándolo como poco más que una parodia del edificio anterior del Childs Restaurant. Robert A. M. Stern, en su libro New York 1930, llamó al edificio "una interpretación lujosamente detallada pero bastarda del estilo internacional".